# Radom Krychnowice
Radom Krychnowice – stacja towarowa Polskich Kolei Państwowych zlokalizowana w Radomiu, w dzielnicy Krychnowice.